# Friuli Isonzo Verduzzo friulano
Il Friuli Isonzo Verduzzo Friulano è un vino DOC la cui produzione è consentita nella provincia di Gorizia.

## Caratteristiche organolettiche
- colore: dorato più o meno carico.
- odore: vinoso e caratteristico di fruttato.
- sapore: asciutto, amabile o dolce fruttato, di corpo, lievemente tannico, tranquillo

## Produzione
Provincia, stagione, volume in ettolitri
- Gorizia  (1990/91)  1445,99
- Gorizia  (1991/92)  1435,8
- Gorizia  (1992/93)  1966,39
- Gorizia  (1993/94)  1689,9
- Gorizia  (1994/95)  1891,69
- Gorizia  (1995/96)  1495,57
- Gorizia  (1996/97)  1734,71